# William Sanderson
William Sanderson (ur. 10 stycznia 1944 w Memphis) – amerykański aktor filmowy i telewizyjny.

## Życiorys
Urodził się w Memphis w stanie Tennessee, gdzie jego matka uczyła w szkole podstawowej a ojciec był architektem krajobrazu. Dwa lata służył w United States Army. Następnie uczęszczał do Southern Methodist University, gdzie zdobył tytuł Bachelor of Business Administration. Jest także absolwentem University of Memphis, gdzie uzyskał tytuł Juris Doctor. Po zakończeniu edukacji przeprowadził się do Nowego Jorku, gdzie rozpoczął karierę aktorską. Od 1993 żonaty z Sharon Wix, syn Andrew.
13 maja 2020 roku, za pośrednictwem mediów społecznościowych, ogłosił zakończenie kariery aktorskiej.

## Wybrana filmografia

### Filmy
- 1979: Cebulowe pole jako młody naciągacz
- 1980: Córka górnika jako Lee Dollarhide
- 1981: Śmiertelne polowanie jako Ned Warren
- 1982: Łowca androidów jako J.F. Sebastian
- 1983: Samotny wilk McQuade jako Snow
- 1984: Gorący towar jako Lonnie Ash
- 1985: Fletch jako Jim Swarthout
- 1991: Człowiek rakieta jako Skeets
- 1993: Morderczy przyjaciel jako Ray
- 1996: Ostatni sprawiedliwy jako Joe Monday
- 1997: George Wallace jako T.Y. Odum
- 2001: Cena za życie Dewey
- 2003: Samotny kowboj Skimpy Eagens

### Seriale
- Deadwood jako Eustis Baily (E.B.) Farnum
- Czysta krew jako szeryf Bud Dearborne

Ponadto epizodycznie występował w takich serialach jak: Z Archiwum X, Zagubieni i Strefa mroku.